# دماغه آیا
دماغه آیا (انگلیسی: Cape Aya) یک دماغه در منطقه سواستوپول کشور اوکراین است.